# Петерсон, Борис Евгеньевич
Борис Евгеньевич Петерсон (1923—1981) — советский учёный и педагог в области онкологии, хирург, доктор медицинских наук (1962), профессор (1964), член-корреспондент АМН СССР (1978). Лауреат Премии имени H. Н. Петрова АМН СССР (1972). Директор Московского научно-исследовательского онкологического института (1977—1981).

## Биография
Родился 14 июня 1923 году в Нижнем Новгороде в семье врачей. 
С 1942 по 1947 год обучался в Горьковском медицинском институте имени С. М. Кирова. С 1947 по 1960 год на педагогической работе в этом институте на преподавательской работе на кафедре факультетской хирургии. 
С 1960 по 1977 год на научно-исследовательской работе в Институте экспериментальной и клинической онкологии АМН СССР в должности — заведующего отделения торакальной онкологии. С 1965 по 1977 год одновременно с научной занимался и педагогической деятельностью в Центральном институте усовершенствования врачей в должности — заведующего кафедрой онкологии. 
С 1975 года помимо основной деятельности являлся — главным онкологом Министерства здравоохранения РСФСР.  
С 1977 по 1981 год — директор Московского научно-исследовательского онкологического института и одновременно на педагогической работе во Втором Московском государственном медицинском институте в должности — заведующего кафедрой онкологии.

### Научно-педагогическая деятельность
Основная научно-педагогическая деятельность Б. Е. Петерсона была связана с вопросами в области онкологии, методов оперативного лечения  рака пищевода, рака проксимального отдела желудка и лёгкого. Под руководством Б. Е. Петерсона была предложена методика наложения желудочно-пищеводного анастомоза, с 1967 года им было усовершенствовано и внедрено в практическую работу медиастиноскопия. С 1977 года Б. Е. Петерсон являлся — председателем Правления Всероссийского и с 1979 года — заместителем председателя Правления Всесоюзного  научных онкологических обществ.  Б. Е. Петерсон являлся членом редакционных коллегий научно-медицинских журналов «Советская медицина» и «Вопросы онкологии».
В 1962 году  он защитил диссертацию на учёную степень доктор медицинских наук по теме: «Сравнительная оценка пищеводно-кишечных и пищеводно-желудочных анастомозов с точки зрения недостаточности швов», в 1964 году ему было присвоено учёное звание — профессор. В 1978 году был избран член-корреспондентом АМН СССР. Под руководством Б. Е. Петерсона было написано около двухсот научных трудов, в том числе семи монографий и учебников для высших медицинских учебных заведений. В 1972 году за монографию «Рак проксимального отдела желудка» он был удостоен Премии имени H. Н. Петрова АМН СССР. Он являлся заместителем ответственного редактора отдела «Онкология» третьего издания Большой медицинской энциклопедии.
Погиб на охоте в 1981 году. Похоронен в Москве на Кунцевском кладбище.